# Aedes galindoi
Aedes galindoi är en tvåvingeart som beskrevs av Schick 1970. Aedes galindoi ingår i släktet Aedes och familjen stickmyggor. Inga underarter finns listade i Catalogue of Life.